# ماري ماكي
ماري ماكي (بالإنجليزية: Mary Mackey)‏ (1945، إنديانابوليس في الولايات المتحدة)؛ كاتِبة ومؤلِّفة، شاعرة، أستاذة جامعية وروائية أمريكية.